# Judith van der Klip
Judith van der Klip (1985) is een Nederlands violiste. Ze speelt viool, elektrische viool en altviool als sessiemusicus en bij verschillende bekende popacts. 

## Levensloop
Als Van der Klip vijf jaar is volgt zij voor het eerst klassieke vioollessen op de muziekschool. Vanaf haar elfde speelt zij in een lokaal ensemble werken van Bach. Daarnaast volgt zij ballet- en koorlessen. Op twaalfjarige leeftijd gaat zij naar het Willem Lodewijk Gymnasium te Groningen. Tijdens de middelbare school doet zij auditie voor het in Groningen gevestigde Haydn Jeugd Strijkorkest voor getalenteerde jonge strijkers en wordt aangenomen voor viool. Met dit orkest maakt zij tournees door een groot deel van Europa en neemt zij verschillende cd's op. Deze ervaring leidt ertoe dat zij van het vioolspelen haar beroep maakt. 
In dezelfde periode koopt Van der Klip van haar eerst verdiende geld een elektrische viool en begint daarmee te experimenteren. Nadat zij haar gymnasiumdiploma behaalt begint zij aan de studie Kunsten Cultuur en Media aan de Rijksuniversiteit Groningen én aan het conservatorium, maar besluit uiteindelijk volledig voor de muziekvakopleiding te gaan. 
Zij studeert van 2003 t/m 2010 aan het conservatorium bij Annechien van Blom, Sylvia van der Grinten en Adriaan Stoet. In die periode volgt zij verschillende masterclasses en krijgt zij onder andere lessen in ensemblespel van het Matangi Quartet. Zij soleert onder andere tijdens een orkestproject met Judith en Tineke Steenbrink van de Holland Baroque Society. Van 2009 tot en met eind 2014 staat zij zeer regelmatig op het podium met de Nederlandse popartiest Blaudzun en werkt ze met onder andere Armin van Buuren. Tegelijk ontwikkelt zij zich als sessiemusicus en artiest in de popmuziek en EDM. 
Vanaf 2016 brengt Van der Klip haar ervaringen over op jonge talenten als talentontwikkelaar bij culturele instellingen zoals Hedon Productiehuis en geeft zij lessen popviool aan het conservatorium te Zwolle.

## Viool
Van der Klip speelt op een Cuypersviool die haar ter beschikking is gesteld door het Nationaal Muziekinstrumenten Fonds.